# Ignacy Łukasiewicz
Pour les articles homonymes, voir Łukasiewicz.
 (juillet 2015).
Le contenu est difficilement compréhensible vu les erreurs de traduction, qui sont peut-être dues à l'utilisation d'un logiciel de traduction automatique.
Jan Józef Ignacy Łukasiewicz né le 8 mars 1822 à Zaduszniki, en Galicie appartenant à cette époque à l'empire d'Autriche, et mort le 7 janvier 1882 à Chorkówka. Industriel polonais, noble du blason Łada, chimiste, pharmacien et pionnier de l'industrie pétrolière. Il a créé le premier puits de pétrole dans le monde et a ensuite fondé la première raffinerie de pétrole.

## Biographie
De 1848 à 1852, il avait suivi des études de pharmacie à l'université Jagellonne de Cracovie. À la suite de ses travaux sur la distillation du pétrole par la méthode de la distillation fractionnée menés avec Jan Zeh à la pharmacie "Pod Złotą Gwiazdą" appartenant à Piotr Mikolasch à Lwów (Lviv), il inventa en 1853 la première lampe à pétrole moderne. En 1854, à Bóbrka, près de Krosno en Galicie de sud-est, il fonda le premier puits de pétrole au monde, toujours en fonctionnement[source insuffisante]. En 1857, il ouvrit la première raffinerie pétrolière. Entre 1868 et 1881 il inaugura plusieurs mines de pétrole dans les monts du Beskid Dukielski. 
Son objectif était aussi le développement de l'industrie pétrolière galicienne naissante, non pas personnellement mais en convainquant et aidant les autres à la création d'industries et sociétés. Ainsi, il a montré ses outils et méthodes à des Rockefeller qui sont venus de l’Amérique pour voir ses installations - puits et raffineries. Ils ont reçu toutes les informations et ont fait des croquis[réf. souhaitée]. Quand les Rockefeller ont demandé combien il veut être payé pour les informations transmises, il les a gentiment remerciés, gêné[réf. souhaitée]. Ainsi, 5 ans après le premier puits polonais de Łukasiewicz à Bóbrka, le 28 août 1859 le premier forage pétrolier américain était effectué à Titusville (Pennsylvanie) par Edwin Drake, suivi ensuite par Standard Oil des Rockefeller.
Il fut également démocrate, membre du mouvement indépendantiste polonais Towarzystwo Demokratyczne Polskie et grand philanthrope, attentif à permettre au plus grand nombre d'utiliser le pétrole. À cette époque, il s'agissait des lampes à pétrole - il distribuait donc ses lampes gratuitement à des institutions caritatives et les approvisionnait gratuitement en pétrole. Il a promu aussi la création de vergers, la construction de routes et de ponts, écoles, églises et hôpitaux, en finançant un certain nombre d'ouvrages de sa poche. Il a lutté contre la pauvreté et l'alcoolisme, il a créé des fondations d'entraide caritative et les fonds de retraite. On disait de lui que « toutes les routes de la Galicie occidentale ont été pavées avec des guldens de Łukasiewicz », le gulden était à l'époque la monnaie en cours en Galicie. Les ouvriers l'appelaient « Père Ignace ».[non neutre]
En 1873, le pape Pie IX lui attribua le titre de chambellan du Pape et l'ordre de Saint-Grégoire-le-Grand pour ses activités de bienfaisance .